# Superdotat
L'alta capacitat intel·lectual, altes capacitats o superdotació és el terme utilitzat, sobretot en l'àmbit educatiu, per referir-se a una capacitat intel·lectual significativament superior a la mitjana. Les persones que posseeixen aquesta capacitat mostren uns alts nivells de rendiment intel·lectual en contrast amb les aptituds intel·lectuals mitjanes. "Altes capacitats" és el terme tècnic que s'usa habitualment en l'actualitat però hi ha persones que prefereixen altres denominacions com "intel·ligent", "zebra" o "ment selvàtica". Alguns "superdotats" consideren que la paraula superdotació és plena de prejudicis, estereotips i connotacions no desitjables.
Encara que, originalment, no hi va haver una definició unificada de superdotació, els avenços en la teoria de les intel·ligències múltiples han creat un nou model en el qual es distingeix entre persones amb un o més talents (és a dir, que sobresurten en un o més dels possibles tipus d'intel·ligència), i persones superdotades, que sobresurten en general en tots els tipus d'intel·ligència (homo universalis), i presenten a més, una alta creativitat i diversos trets de personalitat característics.
Per extensió, superdotat o polímata és el terme usat per a aquelles persones que tinguin aquesta característica. Majoritàriament, és acceptat que la superdotació és hereditària, encara que existeix un ampli debat al respecte.
Els psicòlegs mesuren la quantitat d'aquesta magnitud amb un valor numèric obtingut d'una prova estandarditzada que comparen en una escala de quocient intel·lectual (QI). Així, consideren amb "altes capacitats" o "superdotada" aquella persona amb un QI igual o superior a 130 a l'escala Wechsler, on la mitjana es 100, i que implica formar part del grup del 2% de la població que obté un resultat més alt en aquest test. La superdotació afecta a la percepció, la velocitat i l'estil d'aprenentatge.
En temps passats hi ha hagut un corrent majoritari que pretenia maximitzar sempre l'ús de la capacitat d'aquestes persones, tant si elles mateixes volien com si no, però avui no es veu que sigui un problema. La majoria de persones no usen el màxim de les seves capacitats i s'ha vist que és més important jugar bé les cartes de que es disposa que no tenir les millors. De fet la pressió de que hagin de fer coses extraordinàries es viu freqüentment com un problema pels superdotats. És important que els infants i adolescents aprenguin a viure al món "real" i adaptat a la majoria en el que es trobaran tota la vida, sense que això impliqui que no puguin associar-se, identificar-se com a grup i voler donar-se visibilitat, mostrar les seves diferències i lluitar pels seus interessos.

## Concepte
La definició que ens ofereix l'Organització Mundial de la Salut (OMS) parla de la persona superdotada com: 
"Aquella que té un quocient intel·lectual superior a 130".
Aquesta definició doncs, parteix de la completa confiança en els tests d'intel·ligència i passa per alt les seves mancances (sobretot pel que fa a la concepció d'una única intel·ligència quantificable).
La definició però que ens ofereix el Termcat de la persona superdotada és significativament diferent: 
"Dit de la persona que té una capacitat intel·lectual superior a la mitjana i el potencial per destacar en qualsevol àmbit, una gran capacitat creativa i uns nivells alts de perseverança, memòria, percepció, atenció i predisposició a l'aprenentatge."
És una definició prou completa que reflecteix les característiques de la superdotació (cal destacar l'ús de la paraula “potencial” envers l'associació errònia de producte o acció). En aquesta mateixa definició trobem una confrontació amb la que ens ofereix l'OMS, ja que, podria ser que una persona al destacar molt en un determinat àmbit (per exemple el lingüístic) obtingués en un test d'intel·ligència una puntuació superior a 130 sense la necessitat de mantenir unes puntuacions més altes que la mitjana en altres àmbits. Per tant, aquest perfil de persona no mostraria necessàriament un “potencial per destacar en qualsevol àmbit”.
La psicòloga francesa experta en superdotació Jean Siaud-Facchin posa un especial èmfasi en que per entendre la superdotació s'han de comprendre les dues facetes de la persona superdotada; la intel·lectual i l'afectiva, i ens ofereix la següent definició:
“Ser superdotat/da és en primer lloc i sobre tot una manera de ser intel·ligent, un mode atípic de funcionament intel·lectual, una activació dels recursos cognitius amb unes bases cerebrals diferents i amb una organització que postra particularitats inesperades. 
No es tracta de ser “quantitativament” més intel·ligent, sinó disposar d'una intel·ligència “qualitativament” diferent. Les persones superdotades combinen un alt nivell de recursos intel·lectuals, una intel·ligència fora dels límits, una immensa capacitat de comprensió, d'anàlisi i de memorització juntament amb una sensibilitat, una emotivitat, una receptivitat afectiva, una percepció dels cinc sentits i una clarividència que envaeix ample i intensament l'àmbit del pensament. La superdotació és una manera d'estar al món que dona color al conjunt de la personalitat”
Aquesta definició fa una clara referència a aspectes neurobiològics del cervell de les persones superdotades, ja que és important conèixer la base de la superdotació. Però a més a més, considera la part emocional com quelcom imprescindible per a la concepció de les persones superdotades.

## Identificació

### Visió general
La identificació de la superdotació va sorgir després del desenvolupament de les proves de quocient intel·lectual per a l'àmbit escolar. Des de llavors, s'ha convertit en un tema important per a les escoles, ja que la instrucció dels estudiants dotats sovint presenta reptes especials. Durant el segle xx, els nens dotats sovint es van classificar a través d'exàmens de quocient intel·lectual; s'han proposat altres mètodes d'identificació, però només s'utilitzen en una minoria de casos a la majoria d'escoles públiques del món. El desenvolupament d'un procediment d'identificació útil per als estudiants que es podrien beneficiar d'un currículum escolar més enriquidor i amb més reptes és un problema continu a les escoles.
A causa del paper clau que té a l'escola, la identificació d'individus dotats, val la pena examinar com es defineixen a l'escola el terme "dotat".

### Definicions
Durant molts anys, els psicometristes i els psicòlegs, seguint els passos de Lewis Terman, van equiparar la superdotació amb un elevat quocient intel·lectual. Aquesta "herència" sobreviu fins als nostres dies, ja que la superdotació i el quocient intel·lectual elevat continuen sent equiparats en algunes concepcions sobre la superdotació. Des del primer moment, però, altres investigadors (per exemple, Raymond Cattell, JP Guilford, i Louis Leon Thurstone) han argumentat que l'intel·lecte no pot ser expressat d'aquesta forma unitaria i van suggerir enfocaments més multifacètics de la intel·ligència.
Les investigacions realitzades durant els anys vuitanta i noranta han proporcionat dades que donen suport a les nocions que parlen de múltiples components de la intel·ligència. Això és especialment evident en la reexaminació de la "superdotació" realitzada per Sternberg i Davidson en la seva col·lecció d'articles Conceptions of Giftedness (1986; segona edició 2005). Les moltes concepcions diferents de la superdotació presentada, tot i que diferents, es relacionen de diverses formes. La majoria dels investigadors defineixen la superdotació en termes de múltiples qualitats, que no totes són intel·lectuals. Les puntuacions de quocient intel·lectual són sovint considerades com a mesures inadequades de la superdotació. La motivació, l'elevat autoconcepte i la creativitat són qualitats fonamentals en moltes d'aquestes concepcions ampliades de la superdotació.
La definició de superdotació dels "tres anells" proposada per Joseph Renzulli (1978) és una definició de superdotació sovint esmentada. La definició de Renzulli, que defineix comportaments superdotats més que individus superdotats, està composta per aquests tres components: El comportament superdotat consisteix en comportaments que reflecteixen una interacció entre tres grups bàsics de trets humans: capacitat intel·lectual per sobre de la capacitat mitjana, nivells elevats de compromís amb les tasques i nivells elevats de creativitat. Els individus capaços de desenvolupar un comportament superdotat són aquells que posseeixen o són capaços de desenvolupar aquest conjunt de trets i aplicar-los a qualsevol àrea potencialment valuosa del rendiment humà.
Les característiques principals d'aquestes definicions són (a) la diversitat d'àrees en què es pot exhibir el rendiment (per exemple, intel·lectual, creativitat, artístic, lideratge, acadèmic), (b) la comparació amb altres grups (per exemple, de la mateixa edat, experiència, entorn...), i (c) l'ús de termes que impliquin la necessitat de desenvolupar el do (per exemple, capacitat i potencial).
Des de finals dels anys 90, s'ha demostrat, que el desenvolupament del cervell de persones amb puntuacions de QI elevades és diferent del desenvolupament del cervell de les persones amb puntuacións mitjanes de QI. Un estudi longitudinal de més de 6 anys ha demostrat que els nens amb un quocient intel·lectual elevat tenen un escorça cerebral més prima quan són joves, i que aquesta després creix ràpidament i esdevé significativament més gruixuda que en els altres nens quan es van convertir en adolescents.

### Definició Segons QI
Tradicionalment s'ha identificat la superdotació amb un alt quocient intel·lectual (QI) des que Lewis Terman var publicar l'escala d'intel·ligència Stanford-Binet el 1916. Segons aquesta definició, un superdotat seria tot aquell que aconsegueix una puntuació de més de 130 punts en un test de CI. Aquesta percepció sobreviu avui dia, sent una forma molt estesa d'Identificació de la superdotació.
Seguint aquesta línia, alguns pedagogs i psicòlegs presenten la Classificació per descriure diferents nivells de superdotació intel·lectual, amb la puntuació de QI com a punt de referència:
- Intel·ligència brillant (no arriba a la superdotació intel·lectual): de  '115'  a  '129'  de CI. Representa aproximadament el 14,31% de la població (1 cada 7).
- Superdotació intel·lectual moderada: de 130 a 144 de QI. Representa l'1,94% de la població (1 cada 52).
- Superdotació intel·lectual alta: de 145 a 159 de QI. Representa el 0,11% de la població (1 cada 924).
- Superdotació intel·lectual excepcional: de 160 a 174 de QI. Representa el 0,0023% de la població (1 cada 41.916).
- Superdotació intel·lectual profunda: Més de 175 de QI. Representa el 0,00002% de la població (1 cada 3.483.046, és a dir aproximadament dues mil persones al món amb la població de 2011, que s'aproxima als set mil milions de persones.

Les crítiques més habituals fetes a aquest model són idèntiques a les expressades contra el concepte mateix de quocient intel·lectual en general: només mesuren alguns factors de l'individu, (la intel·ligència logico-matemàtica i la verbal) sense tenir en compte la seva totalitat; a més els tests poden contenir preguntes que introdueixin factors socials i culturals que manipulin el resultat.
A més cal tenir en compte que les puntuacions que ofereixen les diferents proves d'intel·ligència sovint són diferents i no són equiparables per a una mateixa persona.

### Definició segons rendiment
Els tres anells de Renzulli
Joseph Renzulli va proposar el 1978 una altra definició, la "superdotació en tres anells". Aquesta, desenvolupa un model sobre els comportaments superdotats més que sobre individus superdotats. Proposa que aquests comportaments superdotats reflecteixen una interacció entre tres conjunts de característiques humanes:
- Habilitat superior a la mitjana
- Alts nivells de compromís amb la tasca desenvolupada i
- Alts nivells de creativitat

El model dels tres anells posa l'èmfasi en la interacció i solapament de tres conjunts de trets que propiciarien l'aparició d'un comportament superdotat. Aquest enfocament no veu per tant la superdotació intel·lectual com una característica absoluta i estable (és a dir, que es té o no es té). La superdotació intel·lectual o, millor dit, el comportament superdotat es concep més aviat com un conjunt de conductes desenvolupables dins el marc de la solució de problemes. Diferents tipus i graus de comportaments superdotats poden ser per tant desenvolupats i, en definitiva, recognoscibles en certes persones, en certs moments i sota certes circumstàncies.

### Definició segons àrees d'acompliment
Aplicació de la "Teoria de les intel·ligències múltiples"
La teoria de les intel·ligències múltiples ha estat associada sovint a la superdotació en l'àmbit de l'educació, com a resposta ideal a les necessitats dels nens d'altes capacitats. Aquesta teoria no està pensada específicament per a aquest tipus de nens, però resulta perfectament aplicable, i s'ha demostrat que aquesta aproximació elimina la gran majoria de problemes d'aprenentatge associats a la superdotació.
Segons la teoria, hi ha vuit intel·ligències, o àrees, en les què les persones assimilen o aprenen sobre el món que les envolta: interpersonal, intrapersonal, corporal cinètica, musical, espacial, lògica-matemàtica, lingüística i naturalista. En alguns casos, també es té en compte la intel·ligència emocional. Quan s'aplica aquesta aproximació a l'educació, proporcionant plans d'estudis dintre dels quals els alumnes poden desenvolupar lliurement els seus interessos, no només es millora el procés d'aprenentatge de tots els alumnes, sinó que es permet que els dotats amb altes capacitats puguin avançar a seu ritme sense sentir-se atrapats dins un sistema que els oprimeix, eliminant així el factor principal d'estrès al col·legi per ells. Es genera així una situació en què tots avancen, cadascú al ritme que marquen les seves possibilitats.

### Mètodes d'identificació
Moltes escoles utilitzen tot un conjunt d'avaluacions de la capacitat i el potencial de l'alumnat a l'hora d'identificar els nens superdotats. Aquests poden incloure treballs dels estudiants, observacions a l'aula, proves de rendiment i resultats de les proves de QI. La majoria dels professionals de l'educació accepten que cap criteri únic es pot utilitzar de forma aïllada per identificar amb precisió un nen superdotat.
Un dels criteris utilitzats en la identificació pot ser la puntuació en una prova de quocient intel·lectual. Fins a finals dels anys seixanta, quan el "talent" es definia per una puntuació de quocient intel·lectual, a l'escola simplement es va establir una puntuació arbitrària (generalment igual o per sobre de 130) i un estudiant "podia o no superar aquest punt de tall". En l'àmbit acadèmic ja no s'accepta aquest únic criteri; tanmateix, encara es emprat per moltes escoles perquè és senzill i té un cert grau de validesa. Tot i que una puntuació alta de quocient intel·lectual no és l'únic indicador de superdotació, normalment si un estudiant té un quocient intel·lectual molt alt, això és un indicador significatiu d'alt potencial acadèmic. A causa d'aquesta consideració, si l'alumne obté una puntuació molt alta en un test de quocient intel·lectual, però té un nivell acadèmic mitjà o per sota del nivell mitjà, els funcionaris de l'escola poden pensar que aquesta qüestió mereix més investigació com a exemple de rendiment per sota del potencial.

## Característiques
En general, els estudiants dotats o avançats aprenen de forma més ràpida, profunda i àmplia que els seus companys. És possible que aprenguin a llegir aviat i progressin al mateix nivell que els nens normals que són significativament més grans en edat. Els estudiants dotats també tendeixen a mostrar una gran capacitat de raonament, creativitat, curiositat, un gran vocabulari i una excel·lent memòria. Sovint poden dominar conceptes amb poques repeticions. També poden ser perfeccionistes i freqüentment qüestionen l'autoritat. Alguns tenen problemes per relacionar-se o comunicar-se amb els seus companys a causa de les diferències en la riquesa del seu vocabulari (especialment en els primers anys), la personalitat, els interessos i la motivació. Com a nens, poden preferir la companyia de nens grans o adults.
La superdotació sovint no es distribueix uniformement en totes les esferes intel·lectuals. Un estudiant dotat pot sobresortir en la solució de problemes de lògica i, tot i així, tenir problemes amb l'ortografia. Un altre pot ser capaç de llegir i escriure a un nivell molt superior a la mitjana, però tenir problemes amb les matemàtiques.
És possible que hi hagi diferents tipus de dotació amb les seves pròpies característiques úniques, de la mateixa manera que hi ha diferents tipus de retard en el desenvolupament.
Tot i que el desenvolupament primerenc (és a dir, que parla o llegeix a una edat molt primerenca) normalment té a veure amb la dotació, no és un factor determinant de la capacitat.

### Trets generals
Dins el grup de persones superdotades podem observar un seguit de característiques comunes, si no a tots els subjectes, sí a la gran majoria.
1. Curiositat: l'edat del “per què” comença normalment als 3 anys, en canvi, en les persones superdotades, aquesta etapa comença molt abans i no s'acaba mai. A més a més, mostren insatisfacció davant les respostes simples i incompletes. Aquesta curiositat causa una àmplia gamma d'interessos en les persones superdotades que es veuen encuriosides per pràcticament tot el que els envolta i mostren una fascinació pel descobriment i aprenentatge.
2. Realització d'activitats simultànies: reben i processen la informació amb gran eficiència, fet que els permet dedicar-se a dues tasques alhora. Aquesta dispersió de l'atenció és qualificada sovint pel professorat com a superficialitat.
3. Concentració: aquest és un punt conflictiu de la persona superdotada, perquè tant es poden veure immersos en una tasca i abstenir-se per complert del seu entorn, com sentir-se envaïts pels estímuls externs i ser incapaços de pensar amb claredat.
4. Reflexió: la persona superdotada està, podríem dir, en constant reflexió. Ja des d'edats primerenques es pregunten pel sentit de la vida, què hi ha després de la mort, sobre l'existència amb un especial interès per l'origen, els dinosaures o l'astrologia.
5. Sentit de l'humor especial: tenen un agut sentit de l'humor que pot ser percebut amb cert desconcert o incomprensió i que pot provocar un distanciament amb l'entorn social.
6. Perfeccionisme: comporta una detallisme a vegades extrem en el treball i també en l'ús del llenguatge, ja que comprenen que emprant paraules concretes es pot evitar l'ambigüitat i obtenir una major exactitud. Com a conseqüència d'aquest perfeccionisme trobem a la realització de tasques una fixació a dur-les a terme a “la seva” manera. Això obstaculitza enormement els treballs en grups, ja que la persona superdotada sovint els considera com la imposició d'un sistema de treball que no és el propi i que, des del seu punt de vista, és menys eficient. El perfeccionisme en el llenguatge és també en cert grau un obstacle, sobretot en la fluïdesa de les converses.

### Base neurobiológica de la superdotació
L'origen de la superdotació té lloc en el funcionament del cervell i són les diferències tant neurobiològiques com neurofisiològiques les que causen en les persones superdotades unes majors habilitats neurocognitives (com la capacitat d'execució i la memòria de treball) juntament amb una extraordinària creativitat i un pensament divergent. Però, tot i l'excepcionalitat del seu cervell condicionada majoritàriament per la genètica, no hem d'oblidar que aquestes persones necessiten un ambient òptim que els permeti desenvolupar tot el seu potencial i cristal·litzar aquestes capacitats en un rendiment productiu.
Els següents trets suposen la base de les diferents característiques del pensament i de la percepció en els individus superdotats.
1. El cervell de les persones superdotades té una major plasticitat: posseeix àrees cerebrals més grans i el creixement de còrtex cerebral, sobretot en l'àrea frontal, no s'atura fins als 12-13 anys (amb oposició a la majoria de cervells en que aquest arriba al seu gruix màxim als 7-8 anys).
2. El cervell consumeix menys recursos cognitius i en ell s'hi du a terme una execució més eficient en la resolució de tasques: s'ha comprovat mitjançant tècniques de neuroimatge que mostren un índex menor de consum metabòlic[5]cortical. El motiu principal de l'eficiència cerebral és el fet que presenta una activitat més específica (utilitzen menys zones no específiques del cervell) i també a causa de la simultaneïtat de les xarxes activades (tractament multiespacial). En definitiva, les persones superdotades arriben a la solució d'un problema pel camí més curt i més ràpid, per tant, treuen un major rendiment emprant menys temps i menys esforços.
3. Major quantitat de mielina: la mielina és la capa que cobreix els axons i que es relaciona de manera directament proporcional a la velocitat de transmissió dels impulsos nerviosos. Aquesta major quantitat de mielina en les persones superdotades genera una major velocitat neuronal, fonamental en la transmissió de la informació que s'associa a la major capacitat per associar idees i records (base de la memòria) i que permet a les substàncies químiques del cervell arribar més ràpid a certes àrees (comporta una major capacitat de conceptualització, abstracció, comprensió i projecció del llenguatge).
4. Major quantitat de cèl·lules glials (glia): les cèl·lules glials són cèl·lules de teixit nerviós que complementen, nodreixen, protegeixen i mantenen en equilibri les neurones i formen, juntament amb aquestes, els dos tipus de cèl·lules que formen el sistema nerviós. En disseccionar el cervell d'Albert Einsten es trobaren un gran nombre d'aquestes cèl·lules i des de llavors s'ha demostrat que en el cervell de les persones superdotades n'hi ha una major quantitat.
5. Irrigació òptima del cervell: en la teoria de la irrigació arterial es demostra mitjançant imatges de ressonància magnètica funcional (fMRI) que la glucosa es metabolitza més ràpid en els cervells de persones superdotades proporcionant així la energia que requereix la seva activitat cerebral.
6. Millor comunicació interhemisfèrica: s'ha vist en el cervell de les persones superdotades que el cos callós posterior (via de comunicació entre l'hemisferi dret i l'esquerre) és més gruixut, fet que permet una millor comunicació entre les àrees cerebrals i suposa una millora de la integració i el processament de la informació.
7. Receptivitat especial de l'amígdala: L'amígdala és una estructura subcortical que consisteix en dos grups de nuclis neuronals a la part interna del lòbul temporal medial i que forma part del sistema límbic. Intervé en funcions com: el processament emocional, la consolidació de la memòria (associa els records amb estats emocionals) i està relacionada amb moltes àrees del sistema nerviós central. Aquesta peculiaritat en el cervell de les persones superdotades s'associa sovint a les corresponents hipersensibilitat i hiperestèsia, ja que comporta un nombre més gran i freqüència en les percepcions i reaccions emocionals. L'amígdala capta el més mínim senyal sensorial present en l'entorn i hi reacciona amb intensitat.
8. Desconnexió del còrtex prefrontal: Quan el sistema límbic (en particular l'amígdala) es troba saturat per una forta càrrega emocional, el còrtex prefrontal deix de funcionar. Llavors, no pot controlar les emocions ni organitzar el pensament (que és la seva principal funció). Aquest excés d'emocions debilita la capacitat d'anàlisi racional. Això deriva en una hiperafectivitat.

### Característiques del pensament
Dins el cap de les persones superdotades s'hi observen esdeveniments i maneres de pensar fora de la norma. Però, aquestes característiques aparentment positives causen a la vegada certes dificultats quan l'individu pretén desenvolupar-se amb normalitat en la vida quotidiana i en l'entorn acadèmic.

#### Connexions neuronals i velocitat de transmissió
Sovint s'associa la intel·ligència amb el nombre de neurones o la mida del cervell, però el que vertaderament influencia en el rendiment del cervell és la quantitat de connexions neuronals, el nombre de les quals té una implicació directa en la millora de les capacitats de comprensió, d'aprenentatge i de memorització.
El cervell de la persona superdotada es caracteritza per un nombre més gran de connexions neuronals i també per una major velocitat de transmissió d'informació. Es calcula que la informació viatja a una velocitat de 2m/s de mitjana i que, per cada punt de QI per sobre la mitjana (100) aquesta augmenta 0,05 m/s (en una persona amb un QI de 140 la velocitat de transmissió serà el doble de ràpida que en una persona amb un QI mitjà). Per tant, la persona superdotada té un flux cerebral ininterromput amb connexions neuronals que abasten totes les zones del cervell al mateix temps. Això comporta sovint l'autopercepció de perdre el domini sobre el propi pensament i la impossibilitat d'aturar-lo. Parlem llavors d'una hiperactivitat cerebral que provoca esgotament en les persones que la pateixen.

#### Tractament multiespacial o multimodalitat
És la manera pròpia de la superdotació de tractar la informació que s'estén per diverses zones del cervell i permet un processament simultani. Per tant, la informació és processada al mateix temps i, a més a més, li és atorgada el mateix grau d'importància. El tractament multiespacial s'oposa als emplaçaments funcionals (propis o habituals en les persones no superdotades) que es caracteritzen per connexions neuronals localitzades en una zona concreta del cervell. Els avantatges d'aquesta manera diferent de pensar són:
1. Una millor memòria a causa que s'involucren moltes àrees del cervell en els records i, per tant, es disposa d'una major quantitat d'informació (l'olor, el so, la imatge, la càrrega emocional, els fets objectius, les dades verbals... d'una determinada situació).
2. Millora en les capacitats especials pel que fa al pensament associatiu (creació d'analogies i metàfores).
3. Millora en les habilitats d'anàlisi i organització, ja que sistematitzen les associacions o relacions establertes.

La multimodalitat suposa però un gran repte, el de seleccionar la informació pertinent, que deriva en les següents qüestions:
1. El dèficit d'inhibició latent: És la incapacitat en les persones superdotades de jerarquitzar i classificar els estímuls i la informació que ha de gestionar el cervell pel fet que se li atorga el mateix grau d'importància. En la majoria de casos el cervell de les persones “no superdotades” és capaç de categoritzar certes olors, sons, llums, imatges o textures com a “no útils”, fet que permet ignorar i suprimir la informació no rellevant. Es du a terme una espècie de “criba automàtica” per tal de no trobar-se amb una situació de dades i estímuls que el desbordi i per a poder centrar-se en allò essencial. En les persones superdotades no existeix però aquesta inhibició latent i es troben davant de grans quantitats d'informació que no es veuen capaces de gestionar conscientment. Això implica un esforç afegit a l'hora de separar la informació important de la que no ho és, ha d'organitzar el seu pensament i fer front a totes les implicacions emocionals i sensitives.
2. La dependència de camp: La dependència de camp és en gran part derivada del dèficit d'inhibició latent. Implica per a les persones superdotades una extrema dificultat a l'hora de descontextualitzar i aïllar un fet o un objecte del conjunt, tasca relativament fàcil per aquelles persones amb independència de camp (que són la majoria). En la superdotació, tasques com buscar en un temps limitat una figura geomètrica que està camuflada entre moltes altres resulten d'una extrema dificultat, i els requereix un esforç d'atenció. La dependència de camp comporta també una dependència al context afectiu, ja que aquestes persones sempre tenen en compte la dimensió i la càrrega emocional encara que aquesta no interfereixi de manera directa en la resolució d'un problema. En canvi, la independència de camp permet deixar de banda la part afectiva quan aquesta no resulti necessària i poder centrar-se en els detalls.

#### Metacognició
Es tracta del coneixement dels processos que tot individu utilitza per aprendre, recordar, resoldre problemes o realitzar una activitat. No només és un coneixement, sinó també implica una regulació d'estratègies resolutives, triar i planificar quines cal utilitzar en cada situació, aplicar-les, controlar el procés i avaluar-lo per confirmar-lo o bé procedir a la seva modificació. És, doncs, l'anàlisi del propi funcionament intel·lectual.
En les persones superdotades la capacitat de metacognició sorgeix a una edat primerenca segurament com a fruit de la seva capacitat analítica, tant de l'entorn com de la pròpia persona.

#### Pensament macroestructural
El pensament macroestructural es basa en la capacitat de veure les coses des de dalt, és a dir, observar una situació no des del “jo” sinó des de fora, obtenint així una visió general i la consciència de com les parts afecten al tot.
Aquest tipus de pensament s'oposa a la perspectiva més aviat panòptica que adopten la majoria d'individus, un pensament centrat en com afecten les conductes alienes o situacions a la pròpia persona. Podem dir que de manera general, les persones superdotades no estableixen taxonomies entre les possibles conseqüències d'un acte i, al seu entendre, per exemple, el fet d'encendre el llum afecta en el mateix grau a la factura de l'electricitat com al canvi climàtic. Són, per tant, sempre conscients del context.

#### Pensament arborescent
Aquesta és segurament una de les característiques més influents i diferencials en el pensament de la persona superdotada. S'oposa al pensament lineal o seqüencial que permet començar des d'un punt de partida determinat i, per concatenació lògica, s'arriba a un resultat justificable, podent-se identificar els diferents passos seguits.
El pensament arborescent és un pensament ramificat en el qual d'una idea en sorgeixen deu més que a la vegada en fan aparèixer unes altres deu. El tractament simultani de la informació es basa en el desplegament a gran velocitat d'una xarxa d'associacions a partir d'un estímul. Es desenvolupen doncs, diversos eixos mentals on les imatges, sensacions i emocions alimenten l'arborescència del pensament que cada cop es converteix en més complexa. Aquest tipus de pensament dificulta l'organització i l'estructuració, a més a més, no es produeix cap tipus de discriminació o inhibició de la informació no pertinent (acció present en el pensament lineal i que afavoreix les tasques que requereixin rigor, mètode i sentit lògic). Però manté també una sèrie d'avantatges, ja que afavoreix el sorgiment d'idees noves i creatives o de múltiples imatges i emocions.
Una de les dificultats amb què es troben els individus és la dificultat en la justificació d'un resultat, per exemple en un problema de matemàtiques, ja que les ramificacions i la velocitat del seu pensament els dificulta revertir el procediment per raonar-lo i identificar els passos seguits en la resolució del problema. Saben quina és la solució però no com hi han arribat. L'arborescència comporta també certa dificultat a l'expressar-se, ja que el llenguatge és (en contraposició a l'estructura del pensament en la superdotació) lineal. Per això, les persones superdotades sovint troben que l'expressió oral és una tasca costosa. És la impossibilitat de comunicar-se sense estar completament connectat al pensament.
El món lineal suposa per aquestes persones una selecció constant i completament arbitrària que es veu reflectida al convertir el pensament en paraules. Haver d'escollir una paraula entre totes les possibles i igualment escaients els suposa una tria contínua i esgotadora.

#### Predominança de l'hemisferi dret
Tot i la tendència a associar la superdotació amb la figura d'algú que es dedica a la ciència o si més no, que posseeix un pensament lògic i racional, no són aquestes les característiques principals de la superdotació. S'observa en els seu cervell una major participació de l'hemisferi dret en els processos cognitius, i quan aquest hemisferi és el dominant, moltes tasques augmenten de dificultat: l'aprenentatge i totes aquelles situacions que requereixen una organització i un ordre rigorós. Aquesta característica de la superdotació és però al mateix temps una de les principals causes de la desorbitada creativitat que mostren aquestes persones.
L'activació de l'hemisferi dret comporta un pensament en imatges (visual i espacial), i pel que fa al llenguatge, paraules i estructura lineal de la llengua, són funcions que requereixen l'activació de l'hemisferi esquerre. En les persones superdotades, les zones del tractament en imatges són les primeres que es mobilitzen en qualsevol situació, ja sigui en la resolució d'un problema o en els multipensaments quotidians. Això dificulta sovint el pas del pensament a les paraules, ja que, les imatges són sovint un nou punt de partida per l'associació d'idees arborescents i és fa necessari fixar-les per poder- les convertir en paraules. Aquesta és una tasca complicada per a la persona superdotada a causa de l'alta velocitat de les xarxes associatives. A més a més, sovint la imatge que tenen al cap aquestes persones és difosa i no arriba a condensar-se en el llenguatge.

Un exemple que permet entendre de manera clara el pensament de les persones superdotades ens l'ofereix la psicòloga experta en superdotació Jeanne Siaud-Facchin: 
"Si et demano que escriguis “El vaixell navega per l'aigua”, és probable que no et plantegi gaires dificultats. Espontàniament veuràs les paraules al cap, gestionaràs auditivament els fonemes de la frase i ja està! Llevat que siguis superdotat. Llavors, no seran les paraules les que apareguin en la teva pantalla mental, sinó un vaixell de veritat solcant tranquil·lament un mar blau. I tu hi estaràs a mercè de les onades i de les teves associacions. L'evocació d'aquesta imatge generarà una quantitat tant gran d'idees, de records, de pensaments afins... que aviat estaràs molt lluny d'aquesta simple frase inicial que t’havia demanat d'escriure."
És així com funciona la ment de la persona superdotada que es deix endur per la imaginació i sovint oblida la tasca en qüestió a realitzar.

#### La literalitat en el llenguatge
Una altra font de conflictes en les persones superdotades és la comprensió de les paraules de manera literal, fet que, a part de causar nombrosos mals entesos, és percebut sovint com una burla o mostra de prepotència.
Quan una determinada paraula no és utilitzada en el context semàntic adequat, sorgeix una gran incomprensió i la comunicació resulta costosa. La dificultat de descodificar les suposicions implícites en el llenguatge tan abundants en el dia a dia genera en l'individu superdotat la sensació de no entendre res i de malinterpretar tots els missatges, la qual cosa li genera un sentiment de desfasament i d'estranyesa. A això se li afegeix la concepció que la persona superdotada té sobre el llenguatge, considera que es tracta d'una eina de comunicació que hauria de quedar exempt d'ambigüitats i hauria de ser el màxim de precís i exacte possibles.

#### La creativitat
La creativitat o pensament divergent és el que recull i explica millor el pensament de la persona superdotada; un pensament arborescent amb predomini de l'activitat neuronal en l'hemisferi dret que està alhora comunicat amb l'esquerra per un cos callós significativament més gruixut que la mitjana, un tractament multiespacial amb un processament simultani de la informació i totes les singularitats del cervell que es manifesten amb una manera de pensar diferent, la creativitat. El concepte de creativitat va estretament lligat a l'originalitat, a allò que és innovador o poc usual, i es diferencia dels productes que podríem qualificar de “rars” per la seva qualitat, eficàcia o utilitat.
Hi ha dos tipus d'aproximacions clàssiques: la concepció filosofico-humanística considera la creativitat com una característica de la personalitat humana (anomenada personalitat creadora que és aquella que s'allunya de qualsevol tipus de convencionalitat) i la concepció en el marc cognitiu, que la concep com una forma de pensament o processament. En aquest darrer cas, la creativitat es concreta en una determinada forma d'elaborar, manipular mentalment o processar la informació i són aquestes tasques les que deriven en el producte qualificat d'“original”. En el cas de la superdotació però, tenim suficients elements com per justificar l'origen del pensament creatiu: la creativitat neix sobre tot de la característica de “no classificar”, és el que s'anomena defecte de la inhibició latent. El cervell de les persones superdotades ho capta tot, inclús allò més banal, i no descarta directament cap element.
L'associació d'idees de manera espontània en propicia el sorgiment d'altres, idees noves que poden convertir-se en originals i potser fins i tot en obres úniques. El pensament lineal permet a partir d'una hipòtesi o dada bàsica arribar a un resultat mitjançant etapes lògiques, però rarament permetrà arribar a una idea nova.
La creativitat és sens dubte la manera per excel·lència d'expressar-se en el cas de la superdotació, no només en l'àmbit artístic sinó en qualsevol àmbit. Les persones superdotades sempre trobaran una manera de mostrar la seva creativitat, ja que per a elles és quelcom inherent al pensament i, sovint, l'ordinarietat els resulta poc estimulant. Prefereixen sens dubte córrer riscos per allunyar-se dels camins senyalitzats, descobrir dominis i universos desconeguts.

## Classificació
La terminologia emprada en els estudis i referències a persones amb altes capacitats és variada i a vegades resulta imprecisa. En general fa referència a fonaments de dret previs, que condicionen aspectes molt concrets de tipificació, pel qual resulta, en bona part, limitadora i excloent. Al marge de les concepcions i estereotips populars, de valor semàntic arbitrari i en molts casos discutible, la bibliografia especialitzada parla de:
- Superdotació: Es conceptualitza com un perfil on tots els recursos intel·lectuals presenten un nivell elevat tant de raonament lògic com de creativitat, una bona gestió de la memòria i de captació de la informació (gestió conceptual). Aquests recursos es manifesten en el raonament verbal, en el raonament matemàtic i en l'aptitud espacial. La configuració intel·lectual de la persona superdotada aporta generalitat (en el sentit que possibilita una producció eficaç en qualsevol àmbit o tasca) i implica una diferència qualitativa molt important que consisteix en la disposició de recursos múltiples que junts permeten una acció combinada d'aquests, és a dir, l'ús d'estratègies complexes per a solucionar problemes complexos que serien impossibles de solucionar amb un únic recurs.
- Precocitat: La precocitat intel·lectual implica un ritme de desenvolupament més ràpid en una o vàries àrees al llarg de l'etapa de desenvolupament i activació dels recursos intel·lectuals bàsics (dels 0 als 14 anys). Quan les persones precoces arriben a l'adolescència, les seves capacitats intel·lectuals poden equilibrar-se amb les dels companys i, conseqüentment, pot desaparèixer aquesta diferència significativa respecte al seu grup normatiu en edat (sol passar en un 5% dels casos). Les diferències de configuració poden respondre almenys a dues causes:
- # Diferències de ritme de desenvolupament, si l'activació dels recursos intel·lectuals es duu a terme en un espai de temps més breu que el ritme mig (considerat normal).
- # Diferències de sostre, si finalitzat el desenvolupament cognitiu presenta més i millors aptituds que la mitjana (com és el cas de la superdotació o el talent). Una persona precoç accedeix abans als recursos intel·lectuals bàsics, però no assoleix necessàriament al final del seu desenvolupament ni més ni millors nivells.
- Talent: habilitat o aptitud excel·lent en un camp concret, per exemple el talent musical o el matemàtic. Les persones talentoses poden despuntar en un àmbit concret i mostrar nivells discrets i fins i tot deficitaris en altres formes de processament. Parlarem de dos tipus de talents:
- # Talents simples: Destacada aptitud en un àmbit/tipus d'informació (verbal o matemàtic) o en un tipus de processament cognitiu (lògic o creatiu).
- # Talents complexes: Estan constituïts per les combinacions d'aptituds específiques, per exemple: talent acadèmic (verbal + lògic + gestió de la memòria) o el talent artístic (gestió percentual + aptitud espacial + creatiu).
- Alta creativitat: capacitat per tenir i expressar idees noves, donar sentit a alguna cosa, trobar relacions diferents, proposar solucions alternatives i variades a situacions problemàtiques.
- "Nen prodigi": Suposa la realització d'una activitat extraordinària d'un infant en relació amb la seva edat. El seu rendiment en un camp concret és similar al de l'adult. Pot ser per precocitat, per superdotació o cap de les dues coses, com per exemple per una gran motivació, pràctica i aprenentatge inusual des d'abans de l'habitual, sovint perquè l'ensenyen els pares o cuidadors.
- "Geni": Implica la realització d'una obra genial, mereixedora de reconeixement universal. No té sentit la seva utilització en el camp educatiu.
- Altes capacitats: segons l'autor, a la bibliografia especialitzada s'utilitza com a sinònim de superdotació, com al conjunt de superdotats i talents o com altres conjunts que inclouen aquests dos casos més altres.

## Problemes socials i emocionals

### Aïllament
L'aïllament social és un tret comú en persones superdotades, especialment aquelles que no tenen cap xarxa social de companys superdotats. Per guanyar popularitat, els nens superdotats sovint intentaran ocultar les seves habilitats per obtenir l'aprovació social. Les estratègies inclouen un baix rendiment (que es discuteix a continuació) i l'ús de vocabulari menys sofisticat quan estan amb companys de la mateixa edat que no són membres de la família o altres persones de confiança.
Alguns creuen que l'aïllament que experimenten els individus superdotats no és causat per la mateixa capacitat, sinó per la resposta de la societat a la superdotació i a la raresa d'aquests casos.
Plucker i Levy han assenyalat que "en aquesta cultura, sembla que hi ha una gran pressió sobre les persones perque siguin i es comportin de forma "normals" amb un considerable estigma associat a la superdotació i al talent".

### Perfeccionisme
El perfeccionisme, tot i que es considera que té molts aspectes positius, pot ser un altre problema per a les persones superdotades. Està motivat pel fet que les persones superdotades tendeixen a tenir èxit fàcilment en gran part del que fan.
El perfeccionisme saludable es refereix a tenir uns estàndards alts, un desig d'assolir fites i una consciència o uns nivells elevats de responsabilitat. És probable que sigui una virtut més que un problema, fins i tot en el cas que els nens superdotats tenguin dificultats amb el perfeccionisme saludable perquè es fixin unes normes que serien adequades a la seva edat mental (al nivell del seu pensanent), però no sempre les poden satisfer perquè són massa joves cronològicament, o l'entorn social és restrictiu.
Hi ha moltes teories que intenten explicar la correlació entre perfeccionisme i superdotació. El perfeccionisme es converteix en un problema, ja que frustra i inhibeix l'assoliment de fites.

### Baix rendimient
Sovint hi ha força diferència entre les capacitats de la persona superdotada i el seu rendiment real. Molts estudiants superdotats tindran un rendiment excel·lent en proves de raonament o estandarditzades, però, per exemple, fallen als exàmens de l'escola. Aquesta disparitat de resultats pot estar causada per diversos factors, com ara la pèrdua d'interes per les classes perquè els continguts són poc estimulants, fàcils o superficials o pel temor a ser percebuts com a massa intel·ligents. El baix rendiment també pot resultar de factors emocionals o psicològics, incloses la depressió, l'ansietat, el perfeccionisme o l'autosabotatge.
Alguns nens superdotats poden no ser conscients de que són superdotats. Una forma aparentment eficaç d'intentar revertir el baix rendiment en nens superdotats inclou educar als professors per oferir projectes d'enriquiment basats en els punts forts i els interessos dels estudiants sense cridar l'atenció dels altres companys.

### Depressió
S'ha pensat en el passat que hi ha una correlació entre la superdotació i la depressió. No hi ha cap troballa que comfirmi aquesta suposició o teoria.
Tampoc hi ha cap investigació que assenyali que les taxes d'intent de suïcidi siguin més elevades en els adolescents superdotats que en els altres adolescents.

## Superdotació intel·lectual infantil i adolescent

### Característiques
Totes les característiques que s'esmentaran no es donen en tots els nens amb alta capacitat intel·lectual, però sí que responen majoritàriament al perfil general que presenten aquests nens i nenes, i que es caracteritzen pel fet que:
- En menys de l'1% dels casos solen posseir memòria eidètica, tot i que el fet que això passi és poc comú. No obstant això, és més comú en nens superdotats que en nens d'intel·ligència normal.
- Tenen un coneixement més ampli i profund que la resta dels seus companys, sent capaços d'adquirir els coneixements d'una forma més ràpida i eficaç. Això els permet dominar noves estratègies amb una velocitat inusual, el que els permet en molts casos ser lectors precoços.
- Són capaços de generalitzar els conceptes apresos a altres camps i demostrar un ampli nivell de planificació.
- Són capaços de seleccionar la informació que li serà útil i rellevant per definir un problema i de localitzar o dissenyar les estratègies necessàries per resoldre-ho, sent al seu torn capaços de determinar criteris amb què avaluar els seus propis rendiments.
- Mostren una gran curiositat davant tasques que els suposin un repte. En canvi, s'avorreixen i mostren desinterès davant tasques simples, repetitives o amb poca dificultat. Persisteixen en la tasca fins que són capaços d'arribar al final si tenen interès en ella.
- Generalment comencen a parlar abans del que és habitual, utilitzant un vocabulari complex i oracions ben construïdes. A més, atès que la seva comprensió del llenguatge és molt elevada, són capaços d'entendre des de petits les converses dels adults, el que els permet, al seu torn, ampliar els seus propis coneixements.
- Altres signes d'un llenguatge avançat són l'ús de metàfores i analogies, l'elaboració d'històries o cançons espontàniament, la modificació del seu propi llenguatge a l'hora d'utilitzar-lo amb nens més petits, etc. També es relaciona amb el llenguatge la seva capacitat per captar la ironia i el sentit de l'humor, encara que a vegades el seu propi humor no és entès pels altres. Des de molt petits posseeixen una gran imaginació i fantasia.
- Els seus pensaments i idees són flexibles i són capaços d'aportar noves solucions als problemes. Generalment són més sensibles a les necessitats i sentiments de les altres persones. Poden identificar l'estat emocional de les persones, i deduir de forma senzilla quina pot ser la causa de les seves conductes.
- Solen presentar facilitat per a l'aprenentatge, retenen fàcilment la informació i poden aplicar-la en diverses situacions i contextos, disposant d'alternatives davant els problemes que es presenten durant la vida quotidiana.
- Utilitzen la seva imaginació, produeixen un gran nombre d'idees i fins i tot poden arribar a inventar-se jocs.
- Generalment mostren capacitat de lideratge, que sol presentar-se en certs aspectes com l'acceptació de responsabilitats, la preferència per dirigir el grup, la capacitat de comunicació, adaptabilitat, flexibilitat, etc.
- Solen posseir un ampli sentit moral i de la justícia, alhora que desenvolupen abans l'autoconcepte, la qual cosa accelera el reconeixement de que són "diferents" als altres.
- Generalment la seva alta persistència en la tasca els fa ser perfeccionistes, i es fixen metes molt altes respecte el seu propi rendiment, fins i tot més altes que les proposades pels pares o els professors.
- Dormen molt més o molt menys que la mitjana.
- Comencen a llegir i mostren interès per la lectura des de ben aviat, ja que el seu nivell d'aprenentatge és molt més alt que el dels altres nens. De mitjana un nen superdotat acostuma a aprendre a llegir al voltant dels quatre anys. En casos extrems alguns aprenen a llegir per sota dels tres anys. Sigui amb ajuda, o sols.
- Alguns nens superdotats poden presentar greus problemes d'ansietat a causa de la situació educativa a les escoles on es troben o d'altres possibles factors que depenen del nen i la seva situació.

### Identificació
Els sistemes d'identificació, o millor dit els sistemes educatius, han de ser pro actius i no reactius. Sovint s'actua detectant i en el millor dels casos actuant quan el problema apareix, en una família o en un grup d'alumnes, a l'escola o fora d'ella. Aquest tipus d'accions, que anomenem reactives (el sistema reacciona quan sorgeix un problema que s'ha de resoldre), es fonamenten moltes vegades en una concepció errònia de la superdotació potser lligada amb varis dels mites més comuns.
Els sistemes educatius han de promoure òptims, i no només assegurar mínims. Això vol dir que cal establir procediments de recerca sistemàtics i regulars que, vinculats de forma adequada a programes educatius diversos, permetin identificar a tots aquells possibles alumnes que per les seves característiques personals no seran prou estimulats pels programes educatius regulars.
Aquesta política ens portaria a una promoció activa i decidida de tot tipus de talents. Per tant, cal saber reconèixer que els alumnes superdotats ho són de forma potencial, és a dir, que la superdotació es desenvolupa i projecta en activitats productives de caires diversos com a conseqüència d'un entrenament pautat i sistemàtic. Així doncs, sense aquestes accions correm el risc de privar de les ajudes específiques a alumnes que necessitarien un aprenentatge a un ritme, característiques i nivell de repte diferents.
Atès el caràcter emergent de la superdotació la identificació ha de ser vista també com un procés continu i no com un procés únic que identifiqui d'una vegada i per sempre si un nen és superdotat o no. Els talents emergeixen i creixen evolutivament, i sovint aquests no arriben a emergir perquè no es produeix una adequada estimulació a l'escola i la família. És imperatiu, per tant, que tots els que treballen amb joves vegin els talents i les potencialitats com una cosa educable i emergent, i no com quelcom fix i immutable.
Per tant, sembla evident que sense accions sistemàticament encaminades al desenvolupament dels talents més diversos, correm el risc que aquests es puguin perdre per una falta d'atenció als mateixos.

### Educació dels alumnes amb Altes Capacitats
Tenir una alta capacitat intel·lectual no és un problema educatiu; però, una atenció inadequada de la mateixa pot -encara que no sempre- fer que es converteixi en un problema.
La realitat, en general, que viuen diàriament aquests alumnes a les seves escoles és que no reben els estímuls intel·lectuals que necessiten, a causa que els professors, per falta de formació i recursos, s'apliquen a atendre la majoria, ressentint-se'n els extrems o sigui els alumnes amb problemes d'aprenentatge i aquells que adquireixen els coneixements a una major velocitat i profunditat. Com a conseqüència, el desenvolupament intel·lectual i afectiu dels més capaços pot patir seriosament i convertir-se en un problema una cosa que inicialment no ho era. Una quantitat considerable de superdotats arriben a fracassar a causa dels pocs estímuls externs que reben degut a una detecció endarrerida o inexistent de la seva superdotació, i per aquest fet es pot arribar al fracàs escolar.
En alguns casos, la superdotació a més pot presentar desavantatges o problemes:
- Alguns nens superdotats no obtenen millors notes acadèmiques que la mitjana, ja que molts d'ells fracassa escolarment perquè aprenen i entenen les coses de forma diferent a la resta. Tot i així, és un tòpic infundat la creença que la majoria dels superdotats fracassa i té problemes.

- L'edat mental del nen superdotat es troba a vegades desfasada respecte de la seva edat física o cronològica síndrome de disincronia i les seves necessitats afectives de vegades són més exigents que les de qualsevol altre a causa de la seva hipersensibilitat i hiperreceptividad tant sensorials com emocionals i intel·lectuals.

- A algunes persones superdotades se'ls atribueixen erròniament problemes d'atenció. Aprenen ràpid i aviat s'avorreixen i es distreuen amb altres coses que capten el seu interès, i això els fa semblar estar "als núvols". Aquest comportament a vegades porta als nens superdotats a ser confosos amb nens amb hiperactivitat.

- Els nens superdotats poden sovint mostrar comportaments que poden ser considerats molestos per algunes persones, com fer preguntes des del matí a la nit (és típica l'edat primerenca a la qual aquests nens comencen a fer servir la pregunta "Per què?"), qüestionen les regles que se'ls pretenen imposar "perquè sí" i no accepten comportaments que ells consideren injustos (cap a ells i cap als altres).

- Atès que són perfeccionistes, a vegades corregeixen oracions mal estructurades dites pels seus mestres, pares o tota persona que tingui una conversa amb ells. Això els porta a semblar molestos o que tenen intencions d'irritar a aquestes persones, però en realitat simplement tracten de corregir-los. També pot ser un problema en activitats com l'arquitectura, la pintura o l'escultura on el resultat sempre pot ser millor i això acaba per endarrerir la feina i l'obsessió de perfecció mai deixa satisfet a l'individu.

- A causa dels sistemes educatius actuals, molts d'aquests nens sovint solen destacar en algunes matèries sense haver-les estudiat abans, perquè la seva ràpida comprensió els ajuda a estructurar els coneixements dins la seva ment des d'un primer moment.

Molt sovint només s'estudien i es detecten els nens i nenes amb altes capacitats quan tenen problemes escolars, i aquest tipus de problemes es donen més en nois que en noies. No s'han estudiat fins ara els problemes d'aprenentatge de persones adultes amb altes capacitats però sembla que si existeixen no són majors ni més freqüents que els que puguin tenir altres persones, ni causats per les seves capacitats.
Hi ha diferents formes de dur a terme una intervenció educativa. Dins dels Centres Educatius, trobem diverses mesures d'atenció a la diversitat com són l'acceleració, enriquiment curricular horitzontal i vertical, diferents tipus d'agrupaments a l'aula...
Fora del sistema educatiu, es duen a terme Programes Especialitzats de Enriquiment Extracurricular i Estimulació Cognitiva.

## Dissincronia infantil
La dissincronia descrita per Terrassier és el desequilibri que pot manifestar-se a la infantesa entre el desenvolupament intel·lectual, l'emocional i el de la personalitat. Es tracta d'un fenomen habitual en els casos de precocitat, associada o no a superdotació o talent, i es manifesta en conductes o capacitats en l'àmbit intel·lectual pròpies d'infants de major edat contraposades a una maduració emocional i experiència social corresponents a la seva edat biológica.

## Adults amb altes capacitats
Els infants amb altes capacitats que es fan grans esdevenen adults amb altes capacitats. Molts nens i més tard adults tenen altes capacitats sense que hagin estat detectats com a tals a l'escola. Aproximadament un de cada cinquanta adults té altes capacitats i la majoria no ho sap. Generalment els adults fan la mateixa vida i no es distingeixen a primera vista dels altres. Sovint comparteixen, en major o menor quantitat i intensitat, un conjunt determinat d'inquietuds personals i actituds envers el món, que inclou per exemple l'alta sensibilitat i el pensament divergent, però no tots s'hi identifiquen i en canvi també hi ha persones no superdotades que també els comparteixen.
Algunes persones coneixedores de les seves altes capacitats prefereixen passar desapercebudes mentre que d'altres, o les mateixes en altres moments vitals, reivindiquen aquesta diferència seva amb objectius com visibilitzar-la i allunyar-la d'estereotips. Algunes poden trobar interessant o agradable trobar-se de tant en tant amb altres persones com elles, en reunions privades o a través d'associacions, i d'altres no.

## Tòpics, mites i estereotips
Són un conglomerat de creences populars i de quelcom que es diu que s'ha percebut a la realitat quotidiana, que un pic s'assumeixen com a vertaderes fan difícil la seva modificació, actuen com a barrera mental i en el cas que ens ocupa, frenen la detecció d'infants amb altes capacitats (AC), tal com conclou el psicòleg Angel Guirado, director de l'Observatori de les altes capacitats intel·lectuals de la UNED a Girona, en un estudi recent.
Aquests prejudicis, és a dir: judicis previs a una informació veraç, sovint impedeixen una adequada anàlisi de la realitat i ens menen a actuar de manera poc reflexiva, sense jutjar de forma correcta.

### Generals
| Tòpics, mites i estereotips                                                | Realitat |
| La superdotació és innata o per contra, s'aconsegueix treballant durament. | Són postulats genetistes o ambientalistes, actualment es defensen postures intermèdies: la biologia té un paper important en el desenvolupament intel·lectual, però el context on es desenvolupa influeix en la seva capacitat. “quod natura no dat, Salamanca non praestat”                      |
| Gaudeixen d'un alt coeficient intel·lectual.                               | El criteri psicomètric no és l'únic, s'ha de complementar amb models que identifiquin el major nombre de factors o variables de les altes capacitats, creativitat, aptituds... |
| Totes les nenes i els nens tenen altes capacitats.                         | Evidentment totes les persones tenen els seus punts forts i el seus punts febles, però ni tot l'alumnat té AC, ni tots els d'AC ho són amb el mateix grau i, per tant, en quant una persona s'aparta del “normal” el desajust amb l'adequació del programa convencional es fa cada cop més palès. |
| Presenten superioritat física o bé estan poc capacitats físicament.        | El seu desenvolupament físic és totalment independent de l'alta capacitat. |
| Solen ser excessivament seriosos i amb poc sentit de l'humor               | Tenen un sentit de l'humor més avançat del que s'espera per la seva edat. |

### En l'àmbit de competències escolars
| Tòpics, mites i estereotips | Realitat |
| Les nenes seran millors en llenguatge i els nens en ciències i lògica | els nens són millors en comprensió verbal (llenguatge i vocabulari), mentre que les nenes sobresurten més en lògica (connectar idees), memòria i raonament. (recent estudi de Guirado) |
| Sempre treuen bones notes. Destaca en totes les àrees del currículum. | Pot ser que sí però també és possible que siguin persones talentoses en algunes àrees i en d'altres no. Pot obtenir un baix rendiment escolar per manca d'interès o desmotivació, o destacar només en les àrees que li interessen. Cal evitar crear expectatives que generin sentiment de fracàs. Seria millor parlar de perfils de competència. |
| Acostumen a avorrir-se. | No més que els altres nens de la seva edat. Dins l'aula, cal ajustar la seva resposta educativa a les seves capacitats. |
| Com que són tan intel·ligents no els cal cap ajut a l'escola | Els cal ajut i comprensió perquè l'escola està dissenyada per a la mitjana de la població però elles/ells són diferents i qualsevol diferència mal tractada pot comportar problemes. Necessiten reptes intel·lectuals i orientació en l'àmbit social i emocional. |
| Tenen ordinàriament una gran motivació per a tots els temes. | S'interessa i destaca en els temes que desperten la seva curiositat. |
| Només el 2,3% de l'alumnat té altes capacitats | Aquest percentatge correspon a puntuacions de QI obtinguts seguint l'enfocament psicomètric clàssic, i obsolet de la intel·ligència. Amb l'enfocament cognitiu actual podríem parlar d'un 10/15% d'alumnat que té algun tipus d'alta capacitat (superdotació, precocitat o talents) |
| Totes les persones superdotades són precoces i com més precocitat es manifesti, més intel·ligència es té.                                                                                   | Les nenes i els nens precoços no tenen perquè ser superdotats, un 2% dels que són seleccionats/des com a superdotats/des als 5 anys, cinc cursos més tard perden aquesta condició. Algunes persones superdotades no ho són a edats primerenques i sí al passar de l'adolescència a l'edat adulta. |
| Infants amb AC, especialment els prodigis, seran persones adultes eminents i creatives, i per contra si no mostren ja des de la infància ser prodigi, mai destacaran en cap talent concret. | No és fàcil predir l'èxit futur, el cas és que la detecció primerenca i la provisió d'ajuts educatius oportuns són la millor garantia d'èxit en el desenvolupament personal. Les AC es poden mostrar precoçment i després equiparar-se a un perfil més estàndard o per contra, que la competència excepcional aparegui en un estadi més tardà. L'acció educativa ha d'estar oberta a cobrir les necessitats de les persones independentment de quan es presentin. S'han d'evitar les etiquetes. |
| Una educació diferenciada per a l'alumnat d'AC és elitista i afavoreix l'augment de les diferències entre persones.                                                                         | Tota educació ha de tendir a l'excel·lència, que persegueix que cada persona es pugui desenvolupar al màxim. No hem de confondre elitisme amb excel·lència. De vegades la promoció de l'igualitarisme consisteix a evitar que les persones més capaces puguin destacar per sobre de la resta, la qual cosa és manifestament injust i és una qüestió d'equitat i de justícia respectar el dret de qualsevol alumna/e a ser educat conforme les seves peculiaritats. |
| Crear programes especials per a canalla amb AC és un error, perquè els impedeix desenvolupar-se al ritme normal propi de la seva edat.                                                      | Els principis que il·luminen la psicologia del desenvolupament titllen d'equivocades les normes lligades a l'edat. Això és particularment cert pels subjectes d'AC, que presenten com a característica definitòria que alteren totes les normes lligades a l'edat perquè el seu desenvolupament segueix pautes i ritmes diferents als de la seva edat. |
| L'atenció diferenciada atempta contra el principi d'igualtat d'oportunitats, establint diferències entre l'alumnat en funció de la seva capacitat.                                          | La primera afirmació és falsa, la segona no perquè establir diferències entre els alumnes segons les seves capacitats no s'ha de confondre amb la igualtat com a persones (que ha de ser radical)i la igualtat d'oportunitats. Pel que fa a l'escola s'ha d'invocar el que constitueix un dels pilars de model de CTY, l'Optimal Match, que estableix que s'ha de procurar que l'ensenyament que rebin els educands s'adeqüi de forma òptima a les seves condicions personals almenys en dos sentits: dificultat i velocitat. |
| L'atenció del sistema educatiu a les AC és raonable però cal que es post-posi fins que d'altres necessitats molt més importants estiguin cobertes                                           | Ens hem de plantejar si l'escola moderna pot ignorar les demandes individuals de desenvolupament centrant-se en un paradigma educatiu grupal. L'anàlisi internacional comparada demostra que prestar atenció a l'educació a persones amb altes habilitats suposa una millora de l'escola en el seu conjunt, es beneficia tota la comunitat. És cert que s'han d'utilitzar els recursos disponibles per a moltes necessitats, però els països que no atenen les necessitats de les persones amb AC, malbaraten un gran capital social. Segurament aquells qui subscriuen el plantejament que rebutgem, són els detractors de l'atenció a la diversitat. Encara que hem de dir que en general es tolera millor l'atenció a l'alumnat que presenta deficiències. |

### Competències socials i emocionals
| Tòpics, mites i estereotips | Realitat |
| Propens als desequilibris psicològics | Acostuma a tenir menys desequilibris que altres companys/es sense altes capacitats |
| Són persones solitàries amb problemes per relacionar-se | No acostumen a tenir problemes en la relació amb companys/es i professorat. El subgrup de nens/es altament dotats/des, per la seva mateixa singularitat són particularment vulnerables i poden ser segregats acadèmicament i social. |
| Les persones superdotades són distants, fredes i calculadores. | En realitat es caracteritzen per una gran sensibilitat en vers els sentiments propis i els dels altres. Es preocupen pel que ocorre al seu voltant. Pot ser que racionalitzin la informació amb forta càrrega emocional com a màscara defensiva. |
| Ser superdotat/da és un problema: genera baixa autoestima, depressió…                                                                                                | El cert és que tenir una intel·ligència significativament per sobre de la mitjana suposa un avantatge a la vida, s'ha de veure en positiu. |
| Les persones amb AC tenen uns recursos intel·lectuals, socials i de personalitat que els permet ser capaços d'aconseguir el seu ple desenvolupament per si mateixes. | Precisament per les seves extraordinàries capacitats potencials, sense uns ajuts específics rarament arribaran a aconseguir el ple desenvolupament personal i intel·lectual. El progressiu desinterès per l'escola els porta a conductes desadaptatives i en ocasions a mandra intel·lectual. És fàcil de comprendre amb el símil esportiu: una esportista d'elit fàcilment aconseguirà les marques pròpies d'una afeccionada, però sense l'esforç, el seu futur com a esportista és fàcil d'endevinar.                |
| La canalla amb AC són més populars i felices que l'alumnat mitjà. | En realitat no existeix un grup d'AC. Entre ells/es hi pot haver diferències majors que entre l'alumnat anomenat “normal”. L'ajust personal, social i escolar dependrà del grau en que assumeixin les seves diferències. És fàcil ser popular i líder si ets bon/a esportista, però si una persona és competent en música o matemàtiques, no ho és tant. Hauríem de preguntar-nos quins valors es volen promocionar des de l'educació.                                                                                 |
| Les AC acostumen a pertànyer a classes socials altes, amb mitjans econòmics suficients per posar a l'abast els recursos materials adequats.                          | Les AC poden sorgir en qualsevol ambient social. La nostra societat manté una tendència a la injustícia i a perpetuar i consolidar determinats privilegis als quals només arriben les persones que ocupen llocs socialment destacats. Existeixen evidències que les persones amb abundants mitjans econòmics tindran més possibilitats de desenvolupament personal que les que no en tenen. Per evitar-ho cal instaurar processos d'identificació sistemàtics i periòdics que abastin tots els possibles candidats/es. |

### Intervencions
| Tòpics, mites i estereotips                                                                                | Realitat |
| No és que siguin superdotades/ts, és que estan sobreestimulades/ts per les mares i els pares.              | Per molt que els progenitors intentin aplicar un estímul, si la criatura no està receptiva o no està preparada per assimilar-lo, aquest estímul no tindrà cap efecte, l'únic que aconseguirien seria el rebuig. Precisament no acostumen a ser els pares qui més exigents es mostren en aquesta relació paternofilial.                                                                    |
| Si els pares i mares són molt ambiciosos amb la canalla amb AC, pot ser que els infants acabin fracassant. | En primer lloc cal esbrinar si els pares busquen estimular el desenvolupament o si actuen per vanitat o frustració personal. L'estímul no s'ha de convertir en pressió. Altrament, una persona amb potencialitats que no rep l'estímul i l'interès per oferir-li oportunitats educatives adequades tindrà menys possibilitats d'obtenir una realització adequada de les seves capacitats. |

## Associacions
Algunes associacions de superdotats o per a familiars de superdotats són l'Associació Catalana d'Altes Capacitats Intel·lectuals per Adults, International High IQ Society, Mensa International, Prometheus Society i Giga Society.